# 玄基栄
玄 基栄（ヒョン・キヨン、1941年1月16日 - ）は、韓国の小説家。本貫は延州。済州島四・三事件等、済州島に暮らす人々の苦悩を写実的に描く。その作品は時の政権によって弾圧を受けることもあった。かつては問題作家と呼ばれた玄は今日において済州島民を代弁する「4･3作家」と称されている。

## 略歴
1941年、済州島済州市に生まれる。玄は幼い頃より済州島で育った。1945年8月、朝鮮は解放を迎えるや、すぐに李承晩の率いる資本主義派と金日成の率いる共産主義派が激しく対立した。済州島はその中で共産派を支持するパルチザンが立てこもり、1948年には四・三事件が起きるなど、幼い玄にとって済州島での暮らしは辛いものであった。
1967年ソウル大学校師範大学英語教育学科を卒業する。卒業後は光新中学校やソウル大学校師範大学付属中学校などで20余年間英語教師を務める。教師生活の傍ら文筆修業を行い、1975年、「父 (아버지)」が東亜日報新春文芸に当選、文壇にデビューした。
玄の作風は済州島を作品背景とした体験文学である。それらの作品は済州島に暮らす人々が本土から差別を受けたり、政治的抗争に巻き込まれる民衆の苦悩を描き出している。1978年、済州島四・三事件を扱った『順伊おじさん(순이삼촌)』を発表するや、発禁処分を受けるなど、問題作家として時の政権から弾圧を受けた。しかし、玄の作品は政治問題を扱ったものではなく、政治抗争に巻き込まれて板挟みになった民衆の描写にその主題が置かれている。その文学的功績が認められ始めたのは軍事政権が終わった1990年代頃からであり、萬海文学賞、呉永寿文学賞、韓国日報文学賞などを受賞している。
文学活動以外にも済州四･三研究所の所長、済州社会問題協議会の会長など済州島民の代弁者として積極的な活動を行う。2001年3月には民族文学作家会理事長、2003年には韓国文化芸術振興院院長を務めるなど、文壇においても重要な役割を担っている。

## 年譜
- 1941年1月16日、済州島に生まれる。
- 1960年、五賢高等学校を卒業。
- 1967年、ソウル大学校師範大学英語教育学科を卒業。
- 1975年、「父 (아버지)」が東亜日報新春文芸に当選、文壇にデビュー。
- 1986年、第5回申東曄創作基金により助成をうける。
- 1990年、第5回萬海文学賞を受賞。
- 1994年、第2回呉永寿文学賞を受賞。
- 1998年、民族文学作家会副理事長を務める。
- 1999年、第32回韓国日報文学賞を受賞。
- 2001年、民族文学作家会理事長を務める。
- 2003年、韓国文化芸術振興院院長を務める。

## 代表作品
- 1975年、아버지(父)[3][4]
- 1978年、순이삼촌(スニおばさん）
- 1979年、도령마루의 까마귀
- 1979年、해룡 이야기
- 1981年、길(道)
- 1982年、변방에 우짖는 새(辺境の泣き喚く鳥)
- 1983年、어떤 생애(ある生涯)
- 1984年、아스팔트(アスファルト)
- 1989年、바람타는 섬(風のる島)、젊은 대지를 위하여(若い大地のために)
- 1991年、위기의 사내(危機の男)
- 1994年、마지막 테우리(最後のテウリ(牛追い))
- 1999年、지상에 숟가락 하나((地上のスプーン一つ)
- 2009年、누란(累卵)

## 日本語で読める作品
- 姜斗吉「道」『新日本文学』1982年10月
- 志賀貴美子「トリョン峠の鴉」『シアレヒム』第4号、1982年
- 金石範「海龍(ヘリョン)の話」『海』中央公論社、1984年4月
- 金石範「順伊(スニ)おばさん」『海』中央公論社、1984年4月
- 三枝利勝「トリョン峠（マル）の烏」『韓国短篇小説選』大村益夫編、岩波書店、1988年
- 金石範「アスファルト」『順伊おばさん』新幹社、2001年
  - 金石範「道」『順伊おばさん』
  - 金石範「海龍(ヘリョン)の話」『順伊おばさん』
  - 金石範「順伊(スニ)おばさん」『順伊おばさん』
- 中村福治『地上に匙ひとつ』平凡社、2002年